# Алещенко, Виталий Анатольевич
Вита́лий Анато́льевич Але́щенко (бел. Віталь Анатольевіч Алешчанка; род. 30 сентября 1975 — белорусский футболист, нападающий.

## Биография
Воспитанник витебской СДЮШОР «Двина». В начале взрослой карьеры играл в высшей лиге Беларуси по мини-футболу за местный «Витязь». Профессиональную карьеру в большом футболе начал в сезоне 1993/94, выступая в высшей лиге за «Локомотив» (Витебск) и в первой лиге за «Кимовец» — фарм-клуб сильнейшей городской команды «Двина». В основной состав «Двины» несколько лет не мог пробиться и даже отправлялся в третью команду клубной системы — «Двина-Белкон» (Новополоцк) из второй лиги.
В 1996 году перешёл в «Химик» (позднее — «Коммунальник») из Светлогорска, выступавший в первой лиге и провёл в клубе полтора сезона. Бронзовый призёр первой лиги 1996 года. В 1997 году был приглашён в «Днепр» (Могилёв), но не закрепился в составе, сыграв в высшей лиге всего лишь два матча.
В 1998 году перешёл в сильнейшую команду Витебска, носившую теперь название «Локомотив-96». Стал обладателем Кубка Беларуси 1997/98, однако в финальном матче не играл. В сезоне 1999 года забил 17 голов в высшей лиге, что стало клубным рекордом, а среди бомбардиров чемпионата занял третье место. В межсезонье был на просмотре в клубе из Израиля и был готов подписать контракт, однако при возвращении на родину получил ножевое ранение в драке в ночном клубе, после чего переход сорвался.
В 2000 году выступал за «Гомель», стал лучшим бомбардиром клуба в сезоне и шестым в споре бомбардиров лиги (12 голов). В 2001 году перешёл в «Белшину» к тренеру Вячеславу Акшаеву, знакомому по работе в «Витебске» и «Гомеле». Стал чемпионом и обладателем Кубка Беларуси 2000/01. Однако в начале следующего сезона у футболиста случился конфликт с руководством клуба и тренером, и в результате он покинул «Белшину».
Летом 2002 года вернулся в «Локомотив-96», с которым по итогам сезона вылетел из высшей лиги, а в 2003 году стал победителем первой лиги. В 2004 году играл во второй лиге за «Оршу», по окончании сезона в 29-летнем возрасте завершил карьеру.
Всего в высшей лиге Беларуси сыграл 89 матчей и забил 36 голов. Карьера игрока была омрачена фактами неспортивного поведения, конфликтами на поле и вне его, в том числе с арбитрами матчей.
После окончания карьеры некоторое время тренировал детей в Витебске, затем работал строителем.

## Достижения
Белшина
- Чемпион Беларуси (1): 2001
- Обладатель Кубка Беларуси (1): 2000/01

 Локомотив-96 (Витебск)
- Обладатель Кубка Беларуси (1): 1997/98
- Победитель Первой лиги Беларуси (1): 2003

## Личная жизнь
Был дважды женат, есть дочь и сын.
Сын Алещенко Евгений Витальевич (23.07.2007) Витебск. Вражденное ДЦП.  
Брат Юрий (род. 1984) тоже был футболистом. В первой половине 2000-х годов братья играли вместе в «Витебске» и «Орше».